# Deronectes costipennis
Deronectes costipennis is een keversoort uit de familie waterroofkevers (Dytiscidae). De wetenschappelijke naam van de soort is voor het eerst geldig gepubliceerd in 1983 door Brancucci.
De diersoort komt voor in Zimbabwe.